# Keith Nobbs
Keith Nobbs (Chicago, 9 april 1979) is een Amerikaans acteur.

## Biografie
Nobbs heeft de high school doorlopen aan de Fiorello H. LaGuardia High School in New York waar hij afstudeerde in drama.

## Filmografie

### Films
Uitgezonderd korte films.
- 2018 The Bad Guys – als Jesse
- 2013 Muhammad Ali's Greatest Fight – als klerk van Douglas
- 2011 The Briefcase – als Dan
- 2010 Weakness – als Pete
- 2009 InSearchOf – als Andy Gross
- 2006 Premium – als Derick
- 2005 I Will Avenge You, Iago! – als de kijker
- 2003 It Runs in the Family – als Stein
- 2002 25th Hour – als Luke
- 2002 Phone Booth – als Adam
- 2001 Double Whammy – als Duke

### Televisieseries
Uitgezonderd eenmalige gastrollen.
- 2022 The Endgame - als The Serial Skeptic - 2 afl.
- 2015 Public Morals - als Pat Duffy - 10 afl.
- 2010 In Plain Sight – als Charlie Connor – 3 afl.
- 2010 The Pacific – als Wilbur Conley – 6 afl.
- 2007 The Black Donnellys – als Joey Ice Cream – 14 afl.

- International Standard Name Identifier: 0000 0000 4695 6578
- Library of Congress Control Number: n2013053450
- MusicBrainz: 85519292-cec5-4fe0-9184-c43011d92d76
- Nationale Bibliotheek van Israël: 987009748384805171
- Virtual International Authority File: 305234652
- WorldCat: E39PBJwdcGpw66MqWVpP3rv8md